# ABEMAツアー
チャレンジトーナメントとは、日本ゴルフツアー機構が主催する2部トーナメントである。2025年現在は、IT系商社のACNが冠スポンサーとなり、ACNツアーの通称で呼ばれる。

## 概要
ゴルフのトーナメントツアーは、シード出場枠が無い選手を対象に下部組織のミニトーナメント大会が開催され、日本は日本プロゴルフ協会（JPGA）が主導する「JPGAツアー」の時代から、シード権が無い選手を対象に2部ツアーの「グローイングツアー」を毎年数試合開催して若手選手を育成した。
1999年に選手会が主導する日本ゴルフツアー機構（JGTO）が発足し、以後「JGTOチャレンジトーナメント」を1年間に15試合前後を開催した。2018年からインターネットテレビ局「AbemaTV」が特別スポンサーとなり、名称が「AbemaTVツアー」となった。なお同社は2020年よりサービスブランドを順次「ABEMA」に変更しているが、本ツアーに関しては2021年まで「AbemaTVツアー」の名称のままで行われ、2022年より「ABEMAツアー」に改称された。
当ツアーの賞金ランキング1位の者は、翌年度のレギュラーツアーで1年間出場優先権が与えられる。また、2019年からは賞金ランキング2位から20位までの入賞者も、次年度のリランキング第1回が行われるまでレギュラーツアー前半戦で出場優先権が与えられる。賞金ランキングで両権利のどちらかを得た選手を除く上位者5人は、ファイナルクォリファイングトーナメントに出場資格が与えられる。前年度のチャレンジツアー賞金ランキング上位30位までの者は、次年度チャレンジトーナメントの全試合に出場権が与えられる。1シーズン中の推薦枠出場は3試合である。
2020年は新型コロナウイルス感染症の流行の影響で、ツアー開幕が同年9月と大幅に遅れた。このため主催者側では、同シーズンを翌2021年を含めた2年間のシーズンとして運営することとしている。
2024年5月、同年限りでJGTOとABEMAの契約が終了することが明らかにされた。2025年は当初特定のスポンサー名は冠さず、2017年以前の「チャレンジトーナメント」に名称を戻して開催する予定だったが、同年3月にACNとの契約を発表し「ACNツアー」を名乗ることになった。なお同年よりランキングがポイント制となり、最終戦はポイントが1.5倍となる。

## スケジュール
2018年以前の開催スケジュールは、日本ゴルフツアー機構公式サイト：チャレンジトーナメントスケジュールを参照。
2019年
- 第1戦 - Novil Cup
- 第2戦 - i Golf Shaper Challenge in 筑紫ヶ丘
- 第3戦 - ジャパンクリエイトチャレンジ in 福岡雷山
- 第4戦 - HEIWA・PGM Challenge I ～ Road to CHAMPIONSHIP
- 第5戦 - 太平洋クラブチャレンジトーナメント
- 第6戦 - LANDIC CHALLENGE 6
- 第7戦 - 南秋田CCみちのくチャレンジ
- 第8戦 - 大山どりカップ
- 第9戦 - TIチャレンジ in 東条の森
- 第10戦 - ディライトワークスASPチャレンジ
- 第11戦 - HEIWA・PGM Challenge II ～ Road to CHAMPIONSHIP
- 第12戦 - エリートグリップチャレンジゴルフトーナメント
- 第13戦 - TOSHIN CHALLENGE IN 名神八日市CC
- 第14戦 - 石川遼 everyone PROJECT Challenge
- 第15戦 - JGTO Novil FINAL

## 歴代賞金王
| 年度    | 賞金王                 | 出身国         | 獲得賞金（円） |
| ------- | ---------------------- | -------------- | -------------- |
| 2005    | 井手口正一             | 日本           | 5,070,263      |
| 2006    | 小野貴樹               | 日本           | 7,710,069      |
| 2007    | 松村道央               | 日本           | 6,685,183      |
| 2008    | 上平栄道               | 日本           | 6,329,033      |
| 2009    | クリス・キャンベル     | オーストラリア | 6,136,154      |
| 2010    | ディネッシュ・チャンド | フィジー       | 4,780,625      |
| 2011    | 額賀辰徳               | 日本           | 5,846,275      |
| 2012    | 河野祐輝               | 日本           | 4,607,237      |
| 2013    | K・T・ゴン             | 韓国           | 5,326,885      |
| 2014    | 今平周吾               | 日本           | 7,444,288      |
| 2015    | 森本雄                 | 日本           | 4,479,531      |
| 2016    | 塚田好宣               | 日本           | 5,509,115      |
| 2017    | 大槻智春               | 日本           | 3,787,591      |
| 2018    | 佐藤大平               | 日本           | 7,256,163      |
| 2019    | 白佳和                 | 日本           | 6,797,444      |
| 2020–21 | 久常涼                 | 日本           | 10,922,467     |
| 2022    | 大堀裕次郎             | 日本           | 7,798,551      |